# Chthonius litoralis
Chthonius litoralis är en spindeldjursart som beskrevs av Hadzi 1933. Chthonius litoralis ingår i släktet Chthonius och familjen käkklokrypare. Inga underarter finns listade i Catalogue of Life.